# Firsov (Mondkrater)
Firsov ist ein Einschlagkrater auf der Mondrückseite. Er befindet sich südlich des Kraters Lobachevskiy und nordwestlich von Abul Wáfa. Der Krater stammt aus der vor-nektarischen Periode.
Firsov hat sechs Nebenkrater:
| Buchstabe | Position           | Durchmesser | Link |
| --------- | ------------------ | ----------- | ---- |
| K         | 2,75° N, 113,51° O | 58 km       |      |
| P         | 2,63° N, 111,61° O | 15 km       |      |
| Q         | 1,99° N, 110,49° O | 23 km       |      |
| S         | 3,34° N, 110,27° O | 104 km      |      |
| T         | 4° N, 109,19° O    | 27 km       |      |
| V         | 5° N, 111,2° O     | 41 km       |      |

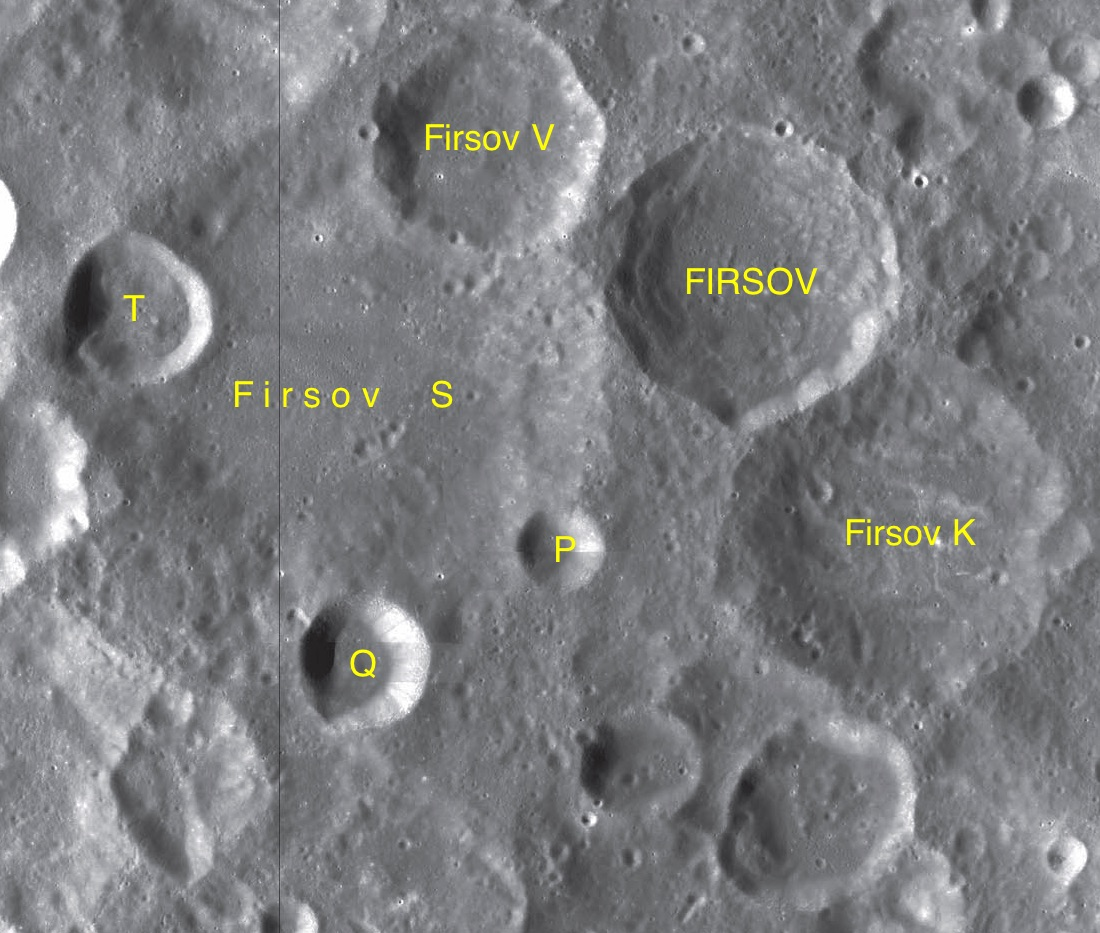
Firsov mit seinen Nebenkratern

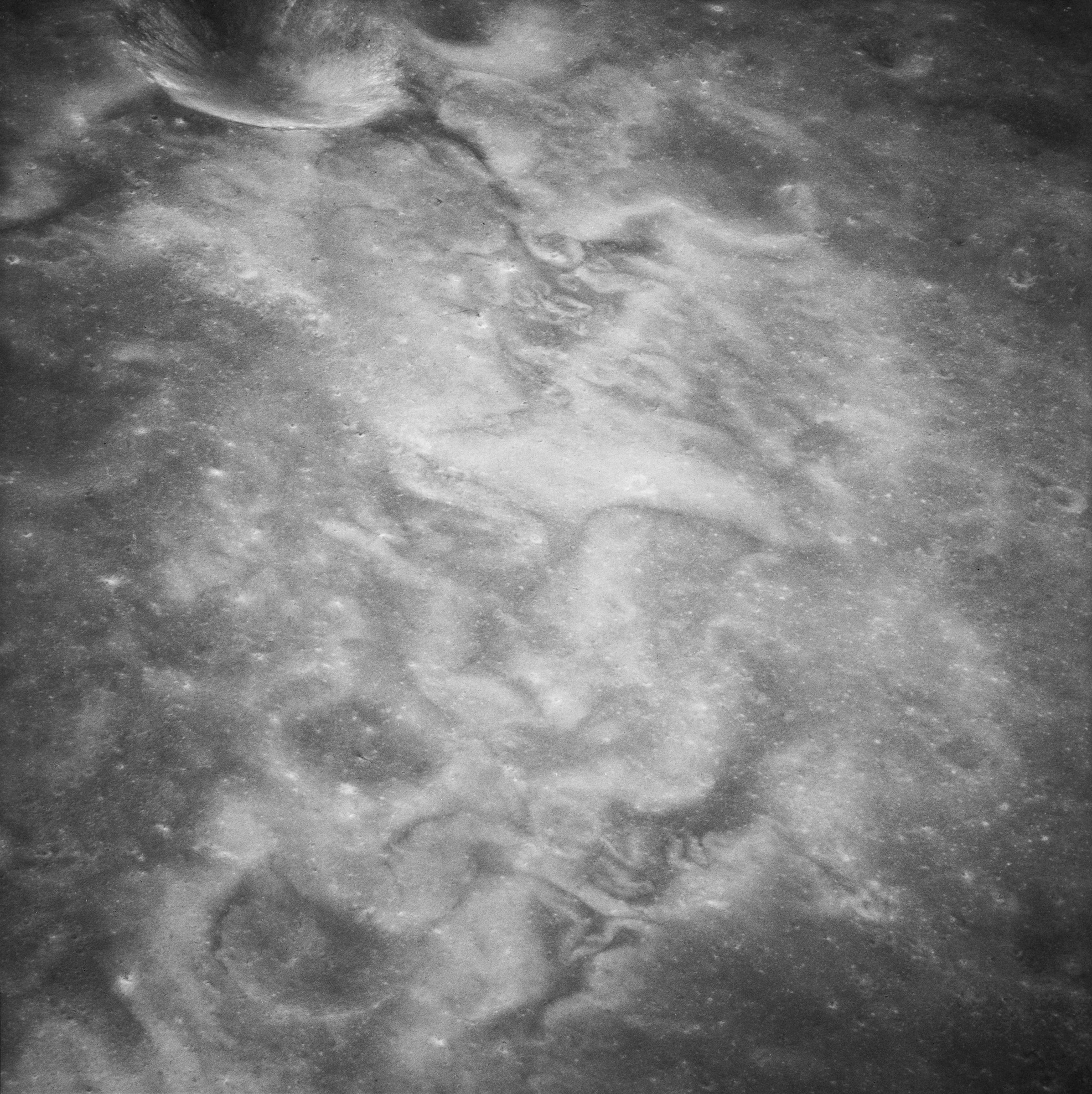
Wirbelstruktur östlich von Firsov

Der Krater wurde 1970 von der IAU offiziell nach dem sowjetischen Raketeningenieur Georgi Frolowitsch Firsow benannt.
Östlich des Firsov-Kraters, bei der Breite 4.5° N und Länge 112.2° O, befindet sich ein sogenannter Swirl, das ist eine wirbelförmige Struktur mit erhöhter Albedo. Hier handelt es sich um ein Beispiel eines solchen Wirbels in einer reinen Hochlandumgebung. Als Ursache für diese Struktur werden magnetische Anomalien der Mondkruste diskutiert.